# Marek Więckowski
Marek Więckowski, né le 11 mai 1971  à Varsovie, est un géographe polonais, directeur de recherche à l'Institut de géographie et d'aménagement du territoire (pl) de l'Académie polonaise des sciences. De juin 2014 à août 2017, il est directeur du centre scientifique de Paris de cette institution (Stacja naukowa PAN w Paryżu).
Il est connu également comme écrivain, photographe, journaliste et voyageur.

## Biographie
Marek Robert Więckowski participe avec succès durant sa scolarité secondaire à diverses compétitions régionales ou nationales de géographie, par exemple avec la 4e place au concours général de l'olympiade de géographie (pl) en 1989. Il obtient une distinction pour son mémoire de maîtrise en 1994, soutenu à l'issue de ses études de géographie à l'université de Varsovie. 
De 1994 à 2000, il travaille comme enseignant-chercheur à la faculté de géographie et d'études régionales (pl) de l'université de Varsovie. Il est un des fondateurs et le premier président de la section universitaire de la Polskie Towarzystwo Geograficzne (pl) (Société polonaise de géographie - PTG), dont il organise le congrès national en 1997. Il soutient sa thèse de doctorat en 2000.
À partir de 2000, il est chercheur à l'Institut de géographie et d'aménagement du territoire (pl) de l'Académie polonaise des sciences.
Il effectue un séjour comme chercheur post-doc à l'ENS LSH de Lyon, où il reste de 2002 à 2004. Il est alors intégré dans l'équipe de recherche Géophile-UMR 5600.
Il obtient en 2011 son habilitation à diriger des recherches.
Il est désigné en juin 2014 directeur du centre scientifique de Paris de l'Académie polonaise des sciences (Stacja naukowa PAN w Paryżu) mais son contrat est interrompu durant l'été 2017.

## Œuvre
Marek Więckowski publie des livres et articles sur la géographie politique (question des frontières et la coopération transfrontalière), la géographie du tourisme, la mobilité, la géographie des transports, le développement régional, le marketing territorial.
Participation à des ouvrages collectifs
- 100 najpiękniejszych krajobrazów Polski (Les 100 plus beaux paysages de la Pologne) (1996,  (ISBN 83-85461-32-9)
- Pomorze Wschodnie. Przewodnik dla aktywnych (La Poméranie orientale - Guide pour les personnes actives) (1997,  (ISBN 83-7129-479-4)
- Wysokogórski alfabet (ABC de la haute montagne) (1997,  (ISBN 83-86788-24-0)
- Tourisme et Frontières (2007, L’Harmattan,  (ISBN 978-2-296-02954-5)

Ouvrages personnels
- Tragedie górskie (Tragédies montagnardes) (1998,  (ISBN 83-86788-32-1)
- Polska Księga Rekordów (Le Livre des records de la Pologne) (2000,  (ISBN 83-7212-328-4) – sélectionné pour le prix Hugo Steinhaus du meilleur livre de vulgarisation en 2000
- Polskie naj... (La Pologne la plus...) (2001,  (ISBN 83-7212-328-4),  (ISBN 83-7212-821-9) plusieurs rééditions[4]
- Przyrodnicze uwarunkowania kształtowania się polsko-słowackich więzi transgranicznych (Les conditions naturelles de formation des échanges transfrontaliers polono-slovaques) (2004,  (ISBN 83-87954-47-0)
- Bałtyk. The Baltic (2008,  (ISBN 978-83-245-1569-1) – album bilingue

Manuels scolaires (ouvrages collectifs)
- niveau collège : collection 'Odkrywamy Świat (À la découverte du monde) 3 volumes, WSIP (pl)  (ISBN 978-83-02-09673-0) plusieurs fois réédités depuis 2003
  - Odkrywamy Świat CD-ROM, 2006, WSIP  (ISBN 978-83-02-09674-7)

En 2004 le manuel Odkrywamy Świat a été distingué lors du prix du meilleur manuel scolaire d'Europe lors de la 49e Foire du livre de Francfort par European Educational Publishers Group (sv).
- niveau lycée : collection Oblicza Geografii (Les Visages de la géographie), Nowa Era (pl),  (ISBN 978-83-267-0773-5)
- école primaire ; collection Na Tropach Przyrody (Sur les traces de la nature), 2013  (ISBN 978-83-267-1437-5)

Il est également l'auteur d'articles relatifs à des notions géographiques dans plusieurs encyclopédies, notamment la Wielka Encyklopedia PWN.
Ses articles sont publiés dans plusieurs périodiques comme : Podróży, Poznaj Świat (pl), Poznaj swój kraj (pl) (plus de 100 publications).
Outre dans ses propres livres, ses photos sont publiées dans des encyclopédies, des manuels, des ouvrages pratiques, des périodiques, des brochures de promotion touristique, etc.

## Audiovisuel
Depuis 1996, il collabore avec plusieurs chaînes de la radio publique polonaise Polskie Radio. Depuis, il a participé à plus de 200 émissions de radio sur la géographie et le tourisme. 
De 1997-1999 il travaille avec TV Polonia pour un programme pour les enfants et les jeunes Polskie ABC (pl). 
De 2000 à 2002, il est également présentateur météo sur TVP 2. Il y renonce pour répondre à une invitation se séjour post-doc à l'ENS LSH de Lyon, où il reste de 2002 à 2004.

## Vie personnelle
Marek Więckowski est marié et père de trois enfants. Il pratique l'alpinisme.